# Théorie de l'état quasi stationnaire
Pour les articles homonymes, voir Stationnaire.
La théorie de l'état quasi stationnaire est un modèle cosmologique inspiré de la théorie de l'état stationnaire et proposé par les mêmes auteurs. Elle reste basée sur l'idée que l'univers crée au cours du temps de la matière, par l'intermédiaire d'un champ appelé champ C. Elle se distingue de la théorie de l'état stationnaire par le fait que l'univers n'est pas dans un état stationnaire (c'est-à-dire que sa densité moyenne n'est plus constante au cours du temps, la dilution causée par l'expansion de l'Univers n'étant plus exactement contrebalancée par le phénomène de création de matière), mais a une histoire cyclique, basée sur une alternance de phases d'expansion et de contraction.
Ces idées sont notamment promues par Jayant Narlikar, Fred Hoyle et Geoffrey Burbidge au début des années 1990, et résumées dans un ouvrage de ces auteurs en 2000 (voir Références ci-dessous). Elles sont en opposition frontales avec le modèle standard de la cosmologie, et sont de ce fait dénoncées par la grande majorité des cosmologues comme étant fallacieuses et erronées. En particulier, les arguments invoqués par ses tenants pour expliquer l'existence du fond diffus cosmologique et l'abondance des éléments légers, ainsi que l'accélération de l'expansion de l'univers sont jugées incompatibles avec nombre d'observations astronomiques.